# Jesús Tato
Jesús Rodríguez Tato (Las Torres de Cotillas, Región de Murcia, España, 12 de julio de 1983), conocido deportivamente como Jesús Tato, es un exfutbolista español que jugaba como delantero. Su último club profesional fue La Roda Club de Fútbol de la Segunda División B, retirándose en el año 2017. Actualmente es segundo entrenador del Mumbai City de la Superliga de India.

## Trayectoria como jugador
Empezó su carrera como jugador en las categorías inferiores del Real Murcia. Más tarde, siguió su progresión en las categorías inferiores del Fútbol Club Barcelona, jugando con el Barcelona C en la temporada 2003-2004. Fue internacional con la selección española en las categorías inferiores y vistió la roja de la sub´16, sub´17 y sub´18. Entre el 2003 y el 2007, volvió a su tierra para jugar con el Real Murcia B en tercera división de España alternando sus participaciones con el Real Murcia en Primera división de España donde jugó 195 minutos en 7 partidos y más tarde en Segunda división de España. Durante el mercado invernal de la temporada 2006-2007, fue cedido a la Unió Esportiva Lleida, donde disputó el resto de la temporada.
En la temporada 2007-2008, estuvo cedido a la Asociación Deportiva Ceuta, donde llegó a jugar los play-off de ascenso y marcó 5 goles donde realizó una gran campaña. En la temporada 2008-2009, realiza la pretemporada con el Real Murcia, donde no cuenta para el técnico Javier Clemente y finalmente firma como jugador del FC Cartagena minutos antes de cerrarse el plazo de inscripciones el 1 de septiembre de 2008.
Una vez en Cartagena, logra el ascenso a Segunda División en el play-off directo con el C. D. Alcoyano tras realizar una gran temporada como titular, realizando una gran aportación al ascenso del equipo. En julio de 2009 renueva por el F. C. Cartagena por dos temporadas, hasta el 2011. Durante esta temporada Tato alterna la titularidad con Toché, contando menos para el técnico al final de la temporada, periodo durante el cual el equipo abandonó los puestos de ascenso que había ocupado durante toda la temporada. Es un jugador muy querido por la afición de la ciudad portuaria. Desde el año 2008 jugó con la camiseta del F. C. Cartagena un total de sesenta y nueve partidos y marcó once goles.
En 2010, el delantero murciano llegó a un acuerdo con el Albacete Balompié y se incorporó a la plantilla dirigida por Antonio Calderón. Jugó toda la temporada como titular y marcó 9 goles, siendo el máximo goleador del equipo manchego, pero sin poder evitar el descenso de éste a Segunda División B.
Se especuló con su fichaje por el Xerez Club Deportivo, ya que el jugador quedaba libre el 30 de junio y Emilio Viqueira aprovechó el partido de Chapín para acercar posturas. El equipo xerezano expresó su interés por el jugador, aunque no había ninguna noticia oficial.
El día 18 de mayo de 2011, Tato disputó un partido amistoso con la Selección de fútbol de la Región de Murcia frente al Real Madrid en un acto solidario en favor de los damnificados por el terremoto de Lorca. En dicho partido el delantero murciano cuajó una gran actuación siendo el mejor de su equipo junto a Dani Aquino y protagonizando una famosa anécdota al recibir una entrada de Chendo, que salió en los últimos minutos.
El 16 de junio de 2011, el Xerez Club Deportivo confirma oficialmente la contratación del delantero para las dos siguientes temporadas.  En un año y medio en el equipo, marcó nueve goles. El 31 de enero de 2013 rescinde su contrato con el club azulino y ficha por la Unión Deportiva Las Palmas.
El 31 de enero de 2014 a pocos minutos de cerrarse el mercado de invierno, ficha por el Girona Futbol Club. El 16 de septiembre el jugador llega libre al Real Zaragoza, tras haber militado la última temporada en el Girona. El futbolista murciano jugará en el conjunto aragonés durante una campaña.
En febrero de 2017 el delantero llegó a un acuerdo con los dirigentes de La Roda para incorporarse al club rojo, procedente del Pune City de la Superliga India gracias a que terminó su contrato en diciembre de 2016.

## Trayectoria como entrenador
En verano de 2018, se incorporó como segundo entrenador de Sergio Lobera en el FC Goa de la Superliga India. Durante su primera temporada como asistente, el conjunto indio durante la temporada 2018-19 conquistó la Supercopa, el primer título del club en su historia.
El 1 de febrero de 2020, Tato rescindió junto a Sergio Lobera el contrato que le unía a FC Goa siendo colíder de la Superliga de India.
El 1 de agosto de 2020, se convierte en segundo entrenador del Mumbai City de la Superliga de India, para volver a formar parte del cuerpo técnico de Sergio Lobera.

## Clubes como jugador
| Club                       | País      | Año       |
| -------------------------- | --------- | --------- |
| F. C. Barcelona "C"        | España    | 2002-2004 |
| Real Murcia C. F.          | España    | 2004-2007 |
| U. E. Lleida               | España    | 2007      |
| A. D. Ceuta                | España    | 2008      |
| F. C. Cartagena            | España    | 2008-2010 |
| Albacete Balompié          | España    | 2010-2011 |
| Xerez C. D.                | España    | 2011-2013 |
| U. D. Las Palmas           | España    | 2013-2014 |
| Girona F. C.               | España    | 2014      |
| Real Zaragoza              | España    | 2014-2015 |
| Mogreb Atlético Tetuán     | Marruecos | 2015      |
| Football Club of Pune City | India     | 2016      |
| La Roda Club de Fútbol     | España    | 2017      |

## Clubes como entrenador
| Club                    | País  | Año             |
| ----------------------- | ----- | --------------- |
| FC Goa (Asistente)      | India | 2018-2020       |
| Mumbai City (Asistente) | India | 2020-Actualidad |